# صموئيل هاردي
صموئيل هاردي (بالإنجليزية: Samuel Hardy)‏ هو محامي وسياسي أمريكي، ولد في 1758 في مقاطعة آيل أوف وايت في الولايات المتحدة، وتوفي في 17 أكتوبر 1785.